# Кадикс
Кадикс (фр. Cadix) насеље је и општина у јужној Француској у региону Миди Пирене, у департману Тарн која припада префектури Алби.
По подацима из 2011. године у општини је живело 232 становника, а густина насељености је износила 12,8 становника/km². Општина се простире на површини од 18,13 km². Налази се на средњој надморској висини од 495 метара (максималној 525 m, а минималној 207 m).

## Демографија
| 1962. | 1968. | 1975. | 1982. | 1990. | 1999. | 2011. |
| ----- | ----- | ----- | ----- | ----- | ----- | ----- |
| 334   | 303   | 259   | 247   | 234   | 227   | 232   |

График промене броја становника у току последњих година